# Kola Escocesa
Kola Escocesa es una gaseosa peruana de origen arequipeño, marca de la compañía Yura, ubicada en la ciudad de Yura, no lejos de la ciudad de Arequipa. La bebida se ha producido desde 1948, utilizando agua mineral de la propia fuente de agua de la compañía. Se vende en botellas de 600 mL y 1,5 L. Cuenta con presentaciones en botellas de plástico y vidrio. 
Principalmente, la bebida se comercializa con alta frecuencia en el departamento de Arequipa, y en menores cantidades se distribuye en diversas zonas del Perú. En 2024, recibió la distinción International High Quality Trophy de Monde Selection.